# Bistro (linguagem de programação)
A linguagem de programação de Bistro é orientada a objetos, dinamicamente tipada, e reflexiva. 

## Integração
Foi planejada para integrar características de Smalltalk e Java, funcionando como uma variante de Smalltalk que executa sobre qualquer máquina virtual Java que esteja em conformidade com as especificações de Java da Sun Microsystems.

## Sintaxe
Bistro reproduz a maioria da sintaxe e da API de Smalltalk, e aproveita os conceitos de package e import de Java. A sobrecarga esta disponível para alguns operadores; ++ E -- não estão disponíveis  para sobrecarga.
A sintaxe de declaração do pacote e cláusulas de importação da classe são:
- Pacote: My.package.subpackage;
- Importação: My.package.MyClass;
- Importação: My.package.*;

Uma exclusão notável é a habilidade de importar métodos estáticos de outras classes.